# Louise Schillgard
Louise Anneli Schillgard (* 23. Oktober 1989 in Stockholm als Louise Anneli Fors) ist eine schwedische Fußballspielerin.

## Karriere
Die Mittelfeldspielerin debütierte bereits als 14-Jährige in der ersten schwedischen Liga, spielte im weiteren Verlauf ihrer Karriere in den jeweils höchsten Ligen in Spanien, Australien und England und gewann 2013 mit dem Liverpool LFC die englische Meisterschaft. Ab 2008 spielte sie zudem in der schwedischen Nationalmannschaft, mit der sie im Jahr 2009 an der Europameisterschaft in Finnland teilnahm. Für die Olympischen Spiele 2012 und die Europameisterschaft 2013 im eigenen Land wurde sie jedoch nicht mehr berücksichtigt. Nach einer kurzen Ausleihe zum schwedischen Zweitligisten Älta IF beendete Schillgard im Sommer 2014 ihre Karriere zunächst im Alter von nur 24 Jahren.
Im Januar 2016 unterschrieb sie einen neuen Vertrag beim NWSL-Teilnehmer Boston Breakers. Trainiert wurde sie dort von ihrem ehemaligen Trainer in Liverpool, Matt Beard. Nach einer Saison kehrte Schillgard aus familiären Gründen nach Schweden zurück.

## Erfolge
- 2009: Teilnahme an der Europameisterschaft
- 2010: Spanischer Pokalsieg (Espanyol Barcelona)
- 2013: Englische Meisterschaft (Liverpool LFC)